# Юный техник
«Ю́ный те́хник» — советский и российский ежемесячный детско-юношеский журнал о науке и технике.
Основан в Москве в 1956 году как иллюстрированный научно-технический журнал ЦК ВЛКСМ и Центрального совета Всесоюзной пионерской организации им. В. И. Ленина для пионеров и школьников по инициативе В. Н. Болховитинова, который стал его первым главным редактором.
В популярном виде доносит до читателя (в первую очередь школьника) достижения отечественной и зарубежной науки, техники, производства. Побуждает к научно-техническому творчеству, содействует профессиональной ориентации школьников. Регулярно публикует произведения известных писателей-фантастов — Кира Булычёва, Роберта Силверберга, Ильи Варшавского, Артура Кларка, Филипа К. Дика, Леонида Кудрявцева и других.

## Постоянные разделы
- Информация
- У сороки на хвосте
- Вести с пяти материков
- Патентное бюро
- Наш дом
- Коллекция «ЮТ»
- Научные забавы
- Заочная школа радиоэлектроники
- Читательский клуб

### Рубрики
- «По ту сторону фокуса». Вёл в 1976—1992 годах Эмиль Эмильевич Кио.

### Главные редакторы
- 1956—1961 В. Н. Болховитинов[1][2]
- 1961—1967 Л. Н. Недосугов
- 1967 — 1984 С. В. Чумаков
- 1986 — 1992 В. В. Сухомлинов
- 1992 — 2002 Б. И. Черемисинов
- 2002 — настоящее время А. А. Фин[3]

## Приложения
- «Левша». Носит это название с 1991 года. В качестве приложения к журналу в 1957—1971 выпускалась «Библиотечка для умелых рук» (24 выпуска в год); с 1972 выходил «ЮТ для умелых рук» (12 номеров в год).
- «А почему?». Для дошкольников и младших школьников. Издаётся с 1992 года (12 номеров в год).

## Награды
- Лауреат журналистского конкурса «Золотой гонг» (2004)[4]
- Лауреат конкурса на лучшее научно-популярное издание года «Кентавр» (2005)[5]